# Спомен-подручје Јасеновац
Спомен-подручје Јасеновац је меморијални комплекс посвећен жртвама усташког концентрационог логора Јасеновац. Комплекс је основан 1968. године.

## Историја
Приликом повлачења у прољеће 1945. године, усташе су за собом спалиле и уништиле већи део докумената о злочинима. Југословенске власти су по завршетку Другог свјетског рата сравниле са земљом остатке логора. После тога, простор бившег логора углавном је зарастао у шикару и коров.
У Записник Анкетне комисије Земаљске комисије Хрватске, Хрват Милан Дузмелић из Дреновог Бока, некадашњи општински бележник у Јасеновцу, дао је 18. маја 1945. године, следећу изјаву: До дана мог хапшења и спровођења у логор, до 21. децембра 1943., пријављено нам је 900.000 убијених у логору. СС- генерал Ернст Фик извештава, 15. марта 1944. године, свог претпостављеног (надређеног), Хајнриха Химлера, да је у логорима у НДХ поклано око 700.000 људи. Крајем 1944. немачки опуномоћени генерал у Хрватској Едмунд Глез фон Хорстенау пише о 750.000 побијених Срба. Херман Нојбахер, специјални немачки изасланик за Балкан у Другом светском рату, записао је: Кад усташке вође причају о томе да су заклали милион православних Срба, укључујући бебе, децу, жене и старце, то је онда, по мени, претеривање и самохвалисање. На основу извештаја који су стигли до мене, процењујем да број невиних, ненаоружаних, закланих Срба износи око 750 хиљада.
Крајем 1950-их, предузети су први кораци за уређење простора. У извештају Конзерваторског завода НР Хрватске од 15. априла 1956. године било је наведено да још постоје темељи барака и осталих грађевина.
Године 1960, Централни одбор СУБНОР Југославије прихватио је споменик Камени цвет као решење архитекте Богдана Богдановића за обележавање концентрационог логора у Јасеновцу. Споменик је свечано откривен 4. јула 1966. године.
Спомен-подручје Јасеновац основано је 1968. године на предлог Савеза удружења бораца НОР Хрватске, ради очувања успомене на жртве фашистичког терора страдале током Другог светског рата у комплексу логора Јасеновац.
На простору спомен-подручја 1983. је снимљен југословенски документарни филм Крв и пепео Јасеновца у режији Лордана Зафрановића.
Јединствено Спомен-подручје Јасеновац је постојало до распада СФРЈ, односно до септембра 1991, када је подељено на два дела, тако да је простор на десној обали Саве, гдје се налазио логор Доња Градина, остао без статуса. Тај део је 9. јула 1996. одлуком Народне скупштине Републике Српске проглашен за Спомен-подручје Доња Градина.

## Уређење
Комплекс је изграђен уз уже подручје бившег концентрационог логора  Циглана Јасеновац. На месту некадашњих барака за логораше и стратишта, подигнути су земљани хумци. Између хумака се протеже пут саграђен од дрвених пружних прагова, који води до централног споменика Камени цвет.
Године 1967, уређен је простор некадашњег логора Крапје, где су обележене три масовне гробнице и подигнут споменик жртвама логора. Аутор споменика је архитекта Нинослав Јанковић. У Млаки су 1969. обележене две масовне гробнице, а у средишту села подигнут је споменик логорашима и мештанима села страдалима у логору. На зграду Кожаре, дела логора који се налазио у селу Јасеновац, постављена је спомен-плоча. У Уштици су обележене масовне гробнице и подигнута спомен-плоча на ромском гробљу. У Доњој Градини уређено је девет гробних поља на којима се налази 105 масовних гробница.
До 1971. године, изграђени су сви објекти и завршено хортикултурно уређење подручја. Године 1983, Спомен подручју су припојени сви локалитети бившег комплекса логора Јасеновац, односно подручје логора  Циглана, Кожара у селу Јасеновац, Доња Градина, Уштица, Крапје, Брочице, Млака, Јабланац, Дубичке кречане, Бистрица и Стара Градишка.
Уз споменички простор, у саставу комплекса налазе се и Меморијални музеј и Образовни центар. Аутор музеја био је инжењер Петар Вовк, а аутор идејног пројекта ентеријера изложбене дворане Ђуро Кавурић. На зиду насупрот улазних врата налази се рељеф посвећен жртвама фашизма у Јасеновцу, рад Душана Џамоње.

## Галерија
- Споменик Камени цвет
- Макета Спомен подручја
- Макета и споменик
- Меморијални музеј
- Рељеф посвећен жртвама фашизма
- Воз којим су транспортирани логораши
- Симо Рокнић, рођен 1938., као трогодишњак је био јасеновачки логораш. Спасио га је и усвојио један католик, а након рата је враћен оцу. 2024. живи у Новим Бановцима.[6]
- Дописница Анке Панић (Ново Топоље, код Сл. Брода) из логора Јасеновца. Никада се није вратила кући и води се у списку јасеновачких жртава.
- Дописница Анке Панић.